# Lansquenet
Pour les articles homonymes, voir lansquenet (homonymie).

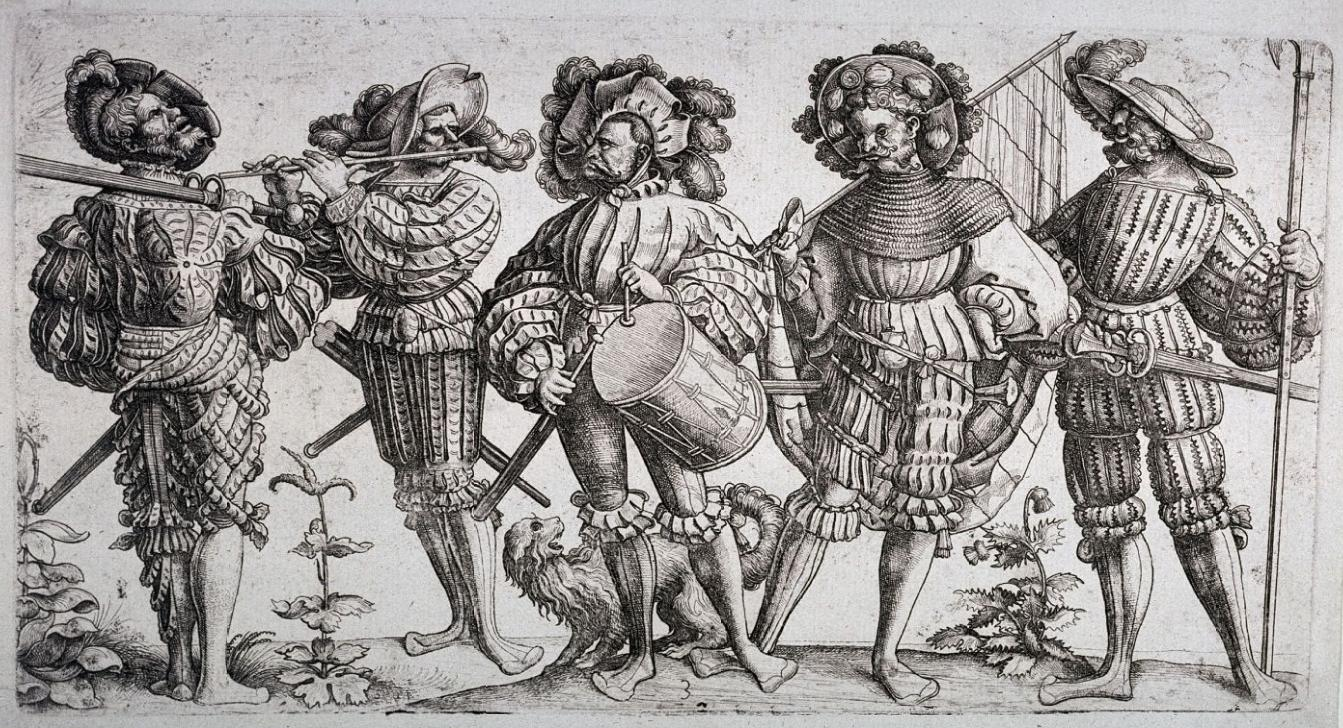
Les Cinq Lansquenets, gravure de Daniel Hopfer (1530).

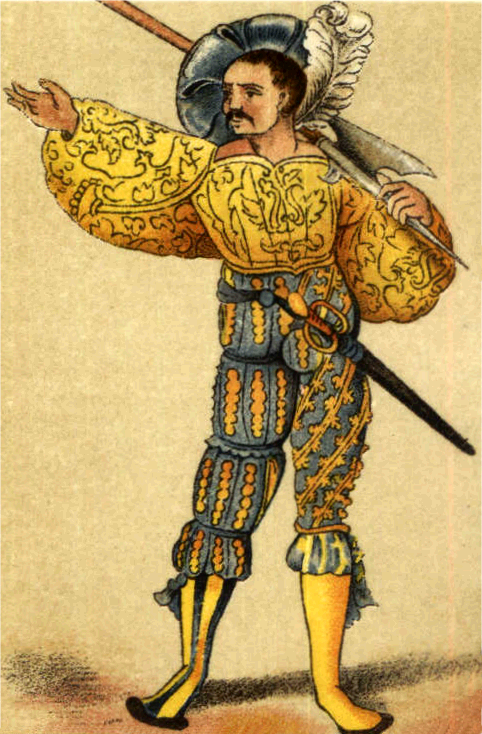
Un lansquenet, d'après une encyclopédie danoise du XIXe siècle.

Les lansquenets étaient des mercenaires, le plus souvent originaires des États de langue allemande, opérant du XVe à la fin du XVIe siècle. Ils ont servi dans la plupart des armées européennes de l'époque et ont acquis une grande réputation dans la première moitié du XVIe siècle pour leur efficacité mais aussi leur brutalité.

## Histoire
De l’allemand Landsknecht, attesté depuis 1480, Knecht « valet » indiquant une servitude vis-à-vis de l’« employeur » et Land « pays » ou plus certainement dans ce cas « campagne » marquant l’origine campagnarde de ces mercenaires qui ne venaient pas de la montagne, contrairement aux piquiers suisses. Dès 1500, on note l’altération Lanzknecht influencée par Lanze « lance, pique », le terme  Landsknecht se trouve encore en allemand moderne au sens de « mercenaire » (Söldner).
Au cours du dernier quart du XVe siècle, tant lors des guerres de Bourgogne que de la guerre de Souabe, les milices confédérées suisses avaient fait la démonstration à plusieurs reprises de leur supériorité : non seulement les armées médiévales qui leur étaient opposées manquaient de cohésion, mais la meilleure des cavaleries était impuissante contre des fantassins équipés de piques atteignant jusqu’à six mètres de long. Aux batailles de Morat et de Nancy (1476-1477), par exemple, l'infanterie suisse armée de longues piques avait remporté des victoires inattendues en attaquant l'ennemi en phalanges serrées,. 
Aussi de nombreux souverains décidèrent-ils de créer des unités sur le modèle de ces Reisläufer suisses. En Bavière, l'un des principaux chefs mercenaires au service de l'empereur fut Georg von Frundsberg. À Florence, on trouve par exemple la Loggia dei Lanzi, ainsi nommée en raison de la présence de mercenaires allemands stationnés à proximité. Faute d'une armée régulière et d'infanterie de piquiers, l'empereur germanique Maximilien Ier se sentait menacé par ces développements militaires. L'organisation encore médiévale des piquiers bourguignons étant inadaptée, il décida de payer la formation permanente de lansquenets ou « serviteurs du pays ». C’est le début de l’ère de gloire des lansquenets dont Maximilien Ier de Habsbourg (1459-1519), surnommé le « père des lansquenets », marque peut-être l’apogée.
Les lansquenets étaient avant tout recrutés dans les régions germanophones d'Europe centrale, le Nord de la Rhénanie, la Souabe et l'Alsace ; mais ils pouvaient venir de plus loin, comme certains volontaires écossais[réf. nécessaire]. L'attrait immédiat était la promesse d'une paie de quatre florins par mois - un revenu raisonnable pour cette époque, et immédiatement tentant pour toute personne dans le besoin. On trouvait dans la compagnie, en outre, tous les avantages traditionnels de la vie contemporaine, des occasions de pillage aux amusements d'une vie vagabonde riche en aventures.
Aussi recherchés que les Suisses, ils se mettent au service de tous les souverains d’Europe, en particulier de l'Empereur et du roi de France, et ont marqué l’histoire de leurs pillages et exactions. Leur efficacité militaire a atteint son maximum durant les guerres d'Italie, et les lansquenets ont largement contribué à de nombreuses batailles, constituant généralement le plus gros contingent de l'armée de Charles Quint et jouant souvent un grand rôle dans ses victoires. À partir des années 1560, toutefois, leur qualité décline nettement et ils sont de plus en plus critiqués pour leur manque de discipline. Après les années 1590, si les pays allemands fournissent toujours autant de mercenaires, ceux-ci abandonnent généralement les traditions, les tactiques et les particularités des unités de lansquenets.
Les premières bandes de lansquenets furent levées en 1486, à une époque où des changements importants se jouaient dans la façon de mener la guerre en Europe. À la suite de la rupture de l'ordre social médiéval, les chefs d'État dépendaient plus que jamais des bandes de mercenaires, au lieu de forces assemblées sur la base de la loyauté ou de l'obligation féodales. En France et en Bourgogne, les mercenaires avaient été employés de manière permanente dans les armées des États. En même temps, les innovations tactiques remettaient en question le rôle de la cavalerie lourde en tant que force offensive sur le champ de bataille.
C'était l'échec de leurs employeurs à les payer qui provoqua la plupart des incidents liés aux lansquenets. Le pire exemple serait le sac de Rome en 1527. Des lansquenets impayés se rebellèrent contre l'armée de Charles Quint, le Saint Empereur Romain, et cherchèrent à compenser ce manque à gagner par le pillage. Avec d'autres troupes impériales (trente-cinq mille soldats en tout), ils attaquèrent et rasèrent la ville, instaurant une période de terreur qui dura neuf mois. Les mercenaires refusèrent de quitter la ville jusqu'à ce qu'on payât leurs arriérés. Le résultat fut l'extermination de près de 45 000 personnes, cardinaux, prêtres, évêques, religieux et religieuses, mais aussi habitants hommes, femmes et enfants romains, accompagnés d'actes de barbarie et de viols systématiques, tandis que le patrimoine religieux fut pillé et détruit au cours d'actes qualifiés d'iconoclastes.

## Tactique et fonctionnement

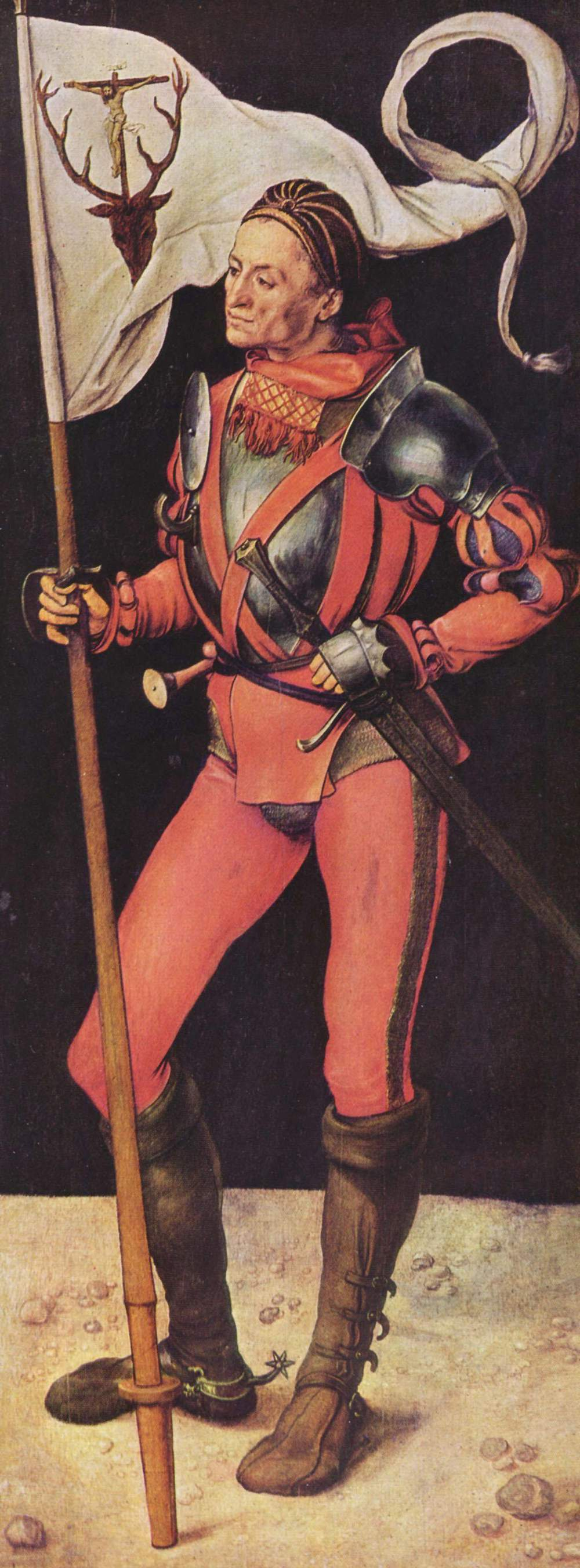
Albrecht Dürer, Saint Eustache, volet droit du retable Paumgartner, 1500-1504, Munich.

Une unité de lansquenets de Maximilien Ier comportait dans l’idéal 300 piquiers et 100 Doppelsöldner, dont 50 arquebusiers et 50 hallebardiers, mais avec le temps, cette proportion évolua en faveur des arquebusiers. La solde de base du lansquenet était de 4 florins par mois, les officiers étaient des « double soldes » (Doppelsöldner) , les capitaines gagnaient 20 florins.
Après le désastre de la guerre de Souabe, la formation des régiments fut calquée sur celle des confédérés suisses  : des carrés de piquiers (gevierte Ordnung) sur une profondeur variant de quarante à soixante hommes, dont les double-soldes formaient les deux premiers rangs, suivis des enseignes. Le dernier rang était composé de soldats expérimentés armés d'épées. À la fin du XVIe siècle, on  protegea les flancs par des arquebusiers et, lors de l'assaut, les carrés étaient composés de vélites appelés « enfants perdus » ou Blutfahnen, litt. « bannières de sang. » Le déploiement de piquiers en formation serrée avait l'avantage considérable de cacher les soldats inexpérimentés. Tant que les premiers rangs avançaient audacieusement au combat, et que les derniers étaient composés de personnages décidés qui ne risquaient pas de prendre la fuite, ceux du milieu n'avaient pas le choix : ils devaient suivre le mouvement.
Les lansquenets se conduisirent souvent en soudards, en pillards avides de rapines et vécurent plus proches de la misère que de la gloire car seuls les officiers et les plus célèbres des lansquenets pouvaient se payer les extravagances en question. La plupart étaient mal vus par la population et pour cause : massacres, mises à sac, vols et viols, incendies, prostitution, rien de réjouissant n’était à attendre de leur passage. Même les couches sociales dont ils étaient issus (journaliers, petits artisans ou compagnons, paysans voire repris de justice) et dont ils espéraient s’extraire grâce à la solde, avaient une mauvaise image des lansquenets.
La moindre blessure était synonyme d’infection, de gangrène entraînant la mort ou l’amputation ; les maladies vénériennes ou autres étaient leur lot quotidien : l’espérance de vie était donc particulièrement réduite. Le sort des survivants n’était guère plus enviable et des cohortes d’estropiés ou d’asociaux vivant de vols et de mendicité firent partie du paysage européen jusqu’au milieu du XVIIe siècle au moins.

## Armes, tenue et équipement
Une recrue potentielle devait se présenter équipée, avec au moins une pique de cinq ou six mètres de long. Puisqu'une telle arme pouvait être achetée pour un florin (Gulden) - ce prix bon marché expliquait en grande partie la popularité de la pique dans les armées de fantassins - la plupart des hommes étaient capables de remplir cette obligation. Les plus riches venaient peut-être avec une épée, une armure, voire une arquebuse. Un candidat était généralement soumis à un test physique, où il devait sauter par-dessus un obstacle fait de trois piques ou hallebardes. Cela réglé, il était considéré bon pour le service et son nom était inscrit dans le rôle. Vu ces critères assez laxistes, les lansquenets étaient certainement d'une qualité inégale. Un capitaine de mercenaires compétent devait se pencher sur les qualités individuelles de ses hommes.
Une longue pique de six mètres ou plus était leur arme principale mais la hallebarde, plus courte (deux mètres environ) et divers types d’épées à une ou deux mains équipaient également leurs troupes. Les lansquenets d’élite, les Doppelsöldner (double solde), utilisaient par exemple l'espadon, longue épée pouvant abattre aisément un cheval, mais aussi l'arquebuse, etc.

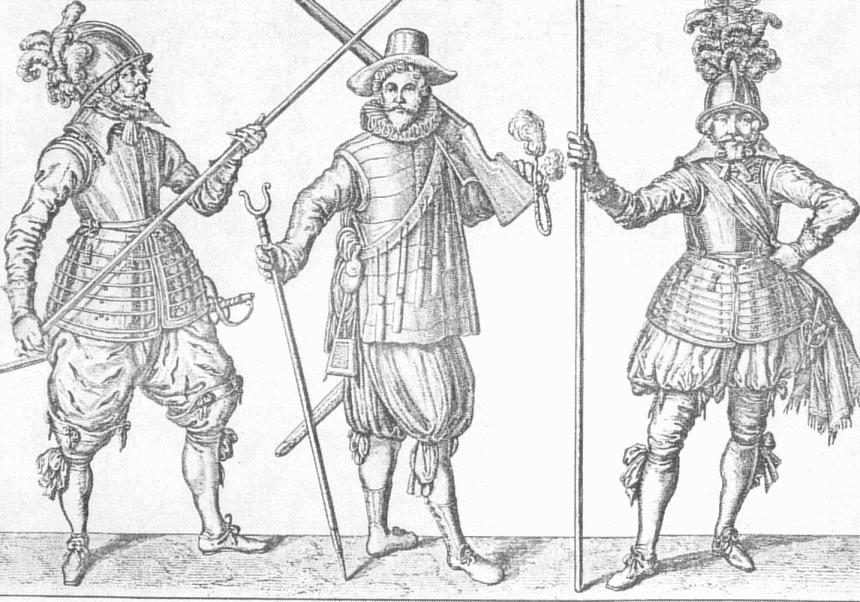
Trois lansquenets du XVIe siècle. Á gauche et à droite, deux Doppelsöldner, au centre un franc-tireur avec son arquebuse et la fourche pour la soutenir. Gravure de Jacob de Gheyn.

À leur époque de gloire, les lansquenets marquèrent non seulement la tactique, l’armement et le harnachement (armures, cottes, casques, harnais, etc.) militaires mais même la mode vestimentaire : partant du constat qu’il fallait être à l’aise dans ses vêtements sur les champs de bataille, les lansquenets se permirent de plus en plus de libertés, y compris dans le « civil », influençant la mode européenne : épaulettes et ailerons (manches très courtes au-dessus de l'épaule), à petites ou grandes taillades ou « crevés » ; coquille protubérante, marque d'une virilité exubérante. Nobles et clergé s’indisposèrent de leurs extravagances qui outrepassaient en quelque sorte leur statut social : les ecclésiastiques voyaient en particulier d’un mauvais œil leurs atours suggérant des parties génitales volumineuses, mais Maximilien Ier leur fit accorder par le Reichstag d’Augsbourg (1503) le droit de s’habiller selon leur bon vouloir.
Habillés d'un style flamboyant typique de la Renaissance, les lansquenets représentaient la réponse allemande aux soldats suisses de l'époque. La majorité était des piquiers, mais les Doppelsöldner  d'élite semaient le carnage avec leurs hallebardes et leurs épées larges à deux mains.
On ne sait pas exactement comment les lansquenets en vinrent à adopter une tenue si voyante mais ils semblent avoir été inspirés de manière très exagérée par le costume de leurs plus grands rivaux, les confédérés suisses. Outre les larges chapeaux bas couronnés de grandes plumes et des doublets aux manches bouffantes, les lansquenets adoptèrent des collants aux couleurs différentes, et développèrent la coutume de découper leur doublet pour tirer des « plis » de chemise au travers. Cette tenue exprimant l'arrogance et la non-conformité eut une influence majeure sur la mode de la Renaissance.
Selon Huizinga, ce sont les lansquenets qui introduisirent l’usage du tambour, d’origine orientale, sur les champs de bataille. « Avec son effet hypnotique et inharmonieux, le tambour symbolise la transition entre l'époque de la chevalerie et celle de l'art militaire moderne ; il est un élément dans la mécanisation de la guerre. Mais, vers l'an 1400 encore, les cimiers et les blasons, les bannières et les cris de guerre conservent aux combats un caractère individuel et l'apparence d'un noble sport. »

## Le lansquenet dans l'iconographie

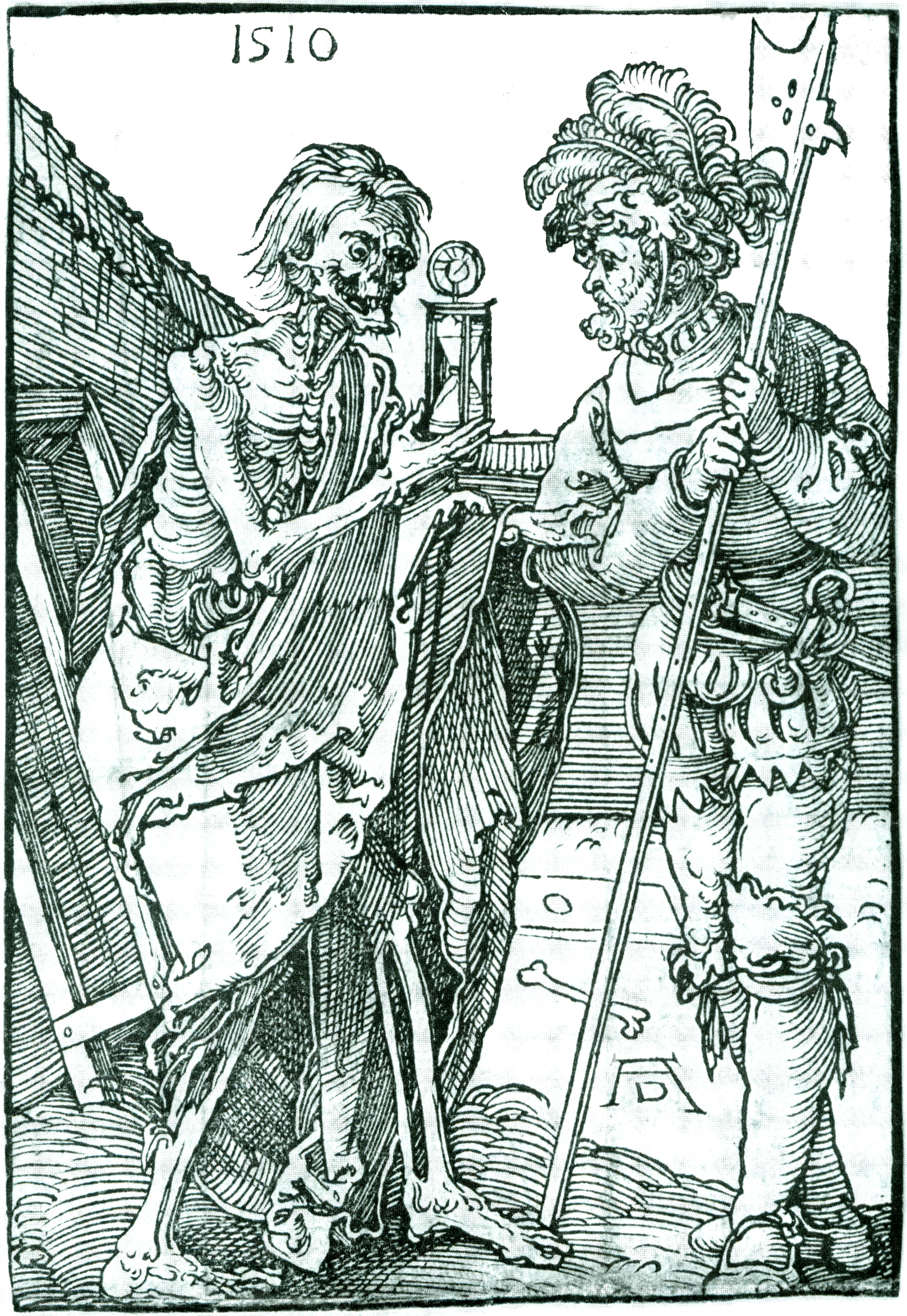
Albrecht Dürer, Tod und Landsknecht, gravure sur bois, 1510.

Le personnage apparaît dans de nombreuses représentations du XVIe siècle, notamment la gravure, où il est souvent associé à la mort, par exemple dans les représentations inspirées des danses macabres (Pieter Brueghel l'Ancien : le triomphe de la mort).